# Caldcluvia paniculosa
Caldcluvia paniculosa, conocido como el palo de corcho suave ("soft corkwood") es un árbol de los bosques húmedos del este de Australia. Se distribuye desde Ourimbah, en la costa central de Nueva Gales del Sur a 33° S hasta el Parque nacional Eungella (20° S) en Queensland tropical.

## Descripción
Es un árbol de talla mediana con la base ensanchada. A veces con más de 40 metros de alto y 90 cm de diámetro. El tronco es cilíndrico con la corteza corchosa suave de color gamuza grisáceo.
Las hojas se forman en grupos de cinco a siete foliolos, a veces en tres. Las hojas son vellosas, opuestas y dentadas, de 5 a 12 cm de largo. Flores blancas cremosas se forman en compuestas panículas en noviembre. El fruto es una cápsula roja que contiene algunas semillas ovales vellosas aplanadas, de 1 mm de largo. El fruto madura de febrero a junio.

## Hábitat
El hábitat de Caldcluvia paniculosa abarca bosques templados y subtropicales y también se le encuentra en hábitats litorales y ribereños. También se le encuentra en el ecotono de los eucaliptos. El árbol puede ser identificado en el bosque debido a su inusual corteza corchosa suave.

## Taxonomía
Caldcluvia paniculosa fue descrita por F.Muell. Hoogl.  y publicado en Blumea 25: 488. 1979.
Etimología
Caldcluvia: nombre genérico otorgado en honor a Alexander Caldcleugh, un escocés que recorrió Sudamérica recolectando y clasificando plantas en el siglo XIX, 
paniculosa: epíteto que se refiere a su inflorescencia.  
Sinonimia
- Ackama muelleri Benth.
- Ackama muelleri var. hirsuta Joseph Maiden & Betche
- Weinmannia paniculosa F.Muell.
- Ackama paniculata Engl.
- Ackama mollis Schltr.	[2]